# Theodor Raydt

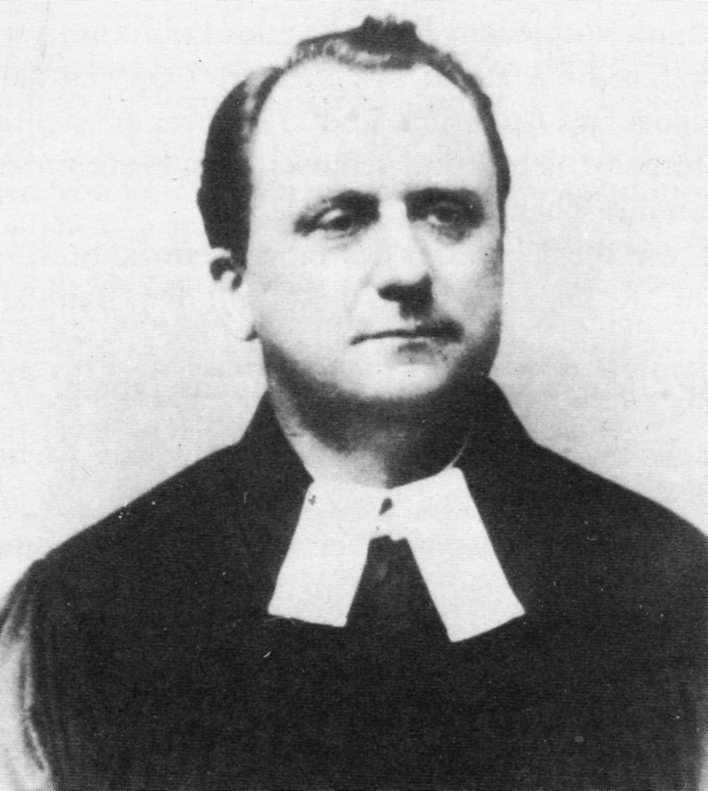
Theodor Raydt um 1890

Theodor Jacob Emanuel Raydt (* 17. Mai 1840 in Lingen; † 12. Februar 1910 in Hannover) war ein Pastor und Superintendent in Lingen.

## Familie
Theodor Raydts Vater war Johannes Carl Wilhelm Raydt (1806–1877), Konrektor am Gymnasium in Lingen. Sein Großvater war der Professor der Rechte am Georgianum Theodor Christian Friedrich Raydt (1768–1833). Seine Brüder waren Wilhelm Carl Raydt (1768–1833), Chemiker, Gymnasiallehrer, Erfinder und Unternehmer, und Hermann Raydt (1851–1914), Pädagoge und Gründungsmitglied des Deutschen Fußball-Bundes.
Theodor Raydt heiratete 1865 Doris Elise Margarethe Schmidt gen. Springer (1840–1897). Das Paar hatte neun Kinder, darunter Ulrich Raydt (1886–1967), Chemiker und Vorstandsvorsitzender der Osnabrücker Kupfer- und Drahtwerke.

## Leben
Nach dem Besuch des Lingener Gymnasiums studierte Raydt von 1859 bis 1862 in Basel, Göttingen und Tübingen Theologie. Anschließend nahm er bis 1864 eine Stellung als Hauslehrer des Grafen von Brockdorff-Ahlefeldt in Ascheberg (Holstein) an. In der Zwischenzeit bestand er 1863 in Emden das erste theologische Examen. Er blieb noch als Leiter der Knabenschule Segeberg (1864–1869) in Holstein, dann legte er 1868 das zweite theologische Examen vor dem Konsistorium in Osnabrück ab. 1869 wurde er in seiner Heimatstadt Lingen zum Pfarrkollaborator und Superintendenturverweser des greisen Oberkirchenrats Christian Gottfried Jüngst (1795–1869) bestellt. Nur ein Jahr später wurde er Jüngsts Nachfolger, also Pastor der reformierten Gemeinde in Lingen und Superintendent für Stadt und Kreis Lingen.
Dies geschah nicht zuletzt auf Grund einer Petition von mehr als 160 Gemeindemitgliedern, die seine Familie als eine der ältesten und angesehensten der Stadt und insbesondere der Kirchengemeinde bezeichneten. Als Superintendent übte er bis Osnabrück und Meppen Einfluss auf die reformierte Kirche aus. In Lingen selbst vereinigte er die lutherische und reformierte Volksschule. Bei der Leitung des evangelischen Arbeiterbildungsvereins der Stadt ging es ihm nicht zuletzt um die Abwehr der von ihm heftig bekämpften Sozialdemokratie. Nach einem Schlaganfall im Jahre 1904 bat er 1906 um die ihm auch gewährte Emeritierung und zog sich nach Hannover zurück.

## Schriften (Auswahl)
- Lehrerleben. Briefe aus dem Nachlasse von Johannes Raydt. Schmorl & von Seefeld, Hannover 1881. (Er gab die Briefe seines Vaters heraus.)
- Bericht über die Verhandlungen der außerordentlichen Synode für die evangelisch-reformirten Gemeinden der Provinz Hannover. Mit Benutzung amtlicher Quellen. Dunkmann, Aurich 1882.